# کیروفسک (اوکراین)
کیروفسک (اوکراینی: Кіровськ) شهری در استان لوهانسک در کشور اوکراین است. جمعیت این شهر ۲۶,۸۳۸ نفر (۲۰۲۱ تخمینی) است.